# Kira Trzjeskal
Kira Aleksandrovna Trzjeskal (Russisch: Кира Александровна Тржескал; geboortenaam: Пирвиц; Pirvits) (Leningrad, 11 juli 1947), is een Russisch voormalig professioneel basketbalcoach die uitkwam voor verschillende teams in de Sovjet-Unie en Rusland. Ze kreeg de onderscheiding Ereteken van de Sovjet-Unie en Geëerde Coach van Rusland.

## Carrière
Trzjeskal maakte op school kennis met basketbal,toen ze een studie volgde aan de technische school van medische apparatuur en werkte in de Kirovfabriek, waar Trzjeskal speelde voor het team van de onderneming.
In 1989 werd ze assistent-coach onder hoofdcoach Jevgeni Kozjevnikov bij Elektrosila Leningrad. Met die club werd ze één keer Landskampioen van de Sovjet-Unie in 1990. In 1996 werd Trzjeskal hoofdcoach van Force-Majeure Sint-Petersburg. In 1998 werd Trzjeskal hoofdcoach van Baltiejskaja Zvezda Sint-Petersburg. Met die club werd ze één keer derde om het Landskampioenschap van Rusland in 2004. Ook won ze met die club de finale om de EuroCup Women in 2004 van Szolnoki MÁV Coop uit Hongarije met 68-64. Na dat seizoen stopte ze bij Baltiejskaja Zvezda. Van 2005 tot 2010 werkte ze met het jeugdteam van Spartak Sint-Petersburg.

## Erelijst
- Landskampioen Sovjet-Unie: 1
  - Winnaar: 1990
- Landskampioen Rusland:
  - Derde: 2004
- EuroCup Women: 1
  - Winnaar: 2004